# Copa de la Liga Nacional Femenina FA
La Copa de la Liga Nacional Femenina es una competición anual de copa de fútbol inglesa, fundada en 1991 por la Asociación de Fútbol Femenino (WFA) . Pasó a llamarse Copa de la Premier League femenina de la FA de 1994 a 2018.
La primera edición de la Copa incluyó a clubes de la Primera División de la Liga Nacional WFA 1991-92 y los ganadores fueron el Arsenal de segunda división, que venció al Millwall por 1-0 con un gol de Naz Ball . La Asociación de Fútbol asumió la dirección de la competición en 1994-1995.
Los clubes de los niveles de liga 1 y 2 compitieron anualmente en el torneo de la Copa de la Premier League femenina hasta 2009-10, siendo el Arsenal el ganador más frecuente, en diez temporadas.  A partir de 2011, los equipos de las mejores ligas jugaron en la Copa de la Liga FA WSL . Desde 2011, los clubes más exitosos en la Premier/Copa de la Liga Nacional son Tottenham y Blackburn, con dos victorias finales cada uno.
La actual Copa de la Liga Nacional Femenina está abierta a los 72 equipos de la Liga Nacional Femenina de la FA (divisiones Norte y Sur), además de las cuatro ligas regionales de la División Uno.  Es el fútbol femenino equivalente al Trofeo EFL masculino de equipos de tercera y cuarta división, aunque las competiciones están organizadas por diferentes órganos rectores.

## Formato
Tras la reestructuración liguera de la Premier League femenina en 2015, hasta 72 equipos pueden participar. Al principio, todos los equipos se enfrentan entre sí en la ronda determinante. Luego, los equipos ganadores pasan a una ronda preliminar o directamente a la primera ronda de la copa. Así, 32 equipos jugarán la primera ronda. 
Los perdedores de la ronda determinante juegan una ronda preliminar y luego una ronda de dieciseisavos de final en adelante para la Placa de la Liga Nacional Femenina de la FA, que se jugó por primera vez en 2015-16.

## Final de Wembley de 1993

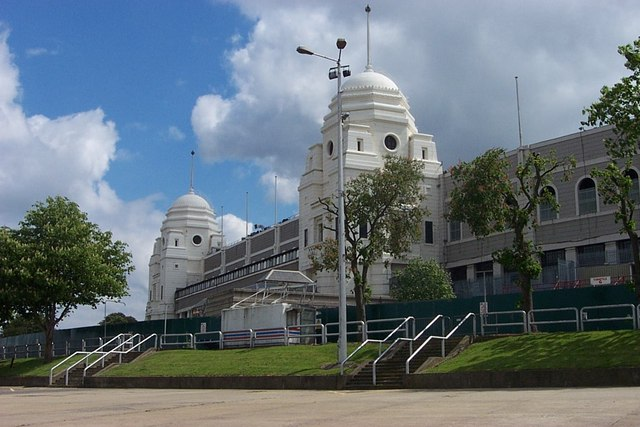
El antiguo estadio de Wembley

La competición 1992-93 terminó con una final en el estadio de Wembley. Ante una escasa multitud, el Arsenal venció al Knowsley United por 3-0 para retener el trofeo.
Este fue uno de los pocos partidos competitivos de clubes femeninos que se sabe que se celebró en el antiguo estadio de Wembley; También sigue siendo la única final de la Copa de la Liga femenina que se juega en Wembley.
El partido se disputó previo a la final de la eliminatoria de Tercera División de la Liga de Fútbol de 1993 . El técnico del Arsenal, Vic Akers, recordó que a los equipos femeninos no se les permitió utilizar los vestuarios principales. 

## Lista de temporadas y finales
Competición de copa de liga de nivel 1 y 2 : 
| Estación  | Ganador            | Subcampeón              | Resultado          | Evento                             |
| --------- | ------------------ | ----------------------- | ------------------ | ---------------------------------- |
| 1991–92   | Arsenal            | Millwall Lionesses      | 1-0                | Alt Park, Huyton                   |
| 1992–93   | Arsenal            | Knowsley United         | 3-0                | Wembley, Londres                   |
| 1993–94   | Arsenal            | Doncaster Belles        | 4-0                | Abbey Stadium, Cambridge           |
| 1994–95   | Wimbledon          | Villa Aztecas           | 2-0                | Butlin Road, Rugby                 |
| 1995–96   | Wembley            | Doncaster Belles        | 2–2 (5–3 pen.)     | Estadio Underhill, Chipping Barnet |
| 1996–97   | Millwall Lionesses | Everton                 | 2-1                | Estadio Underhill, Chipping Barnet |
| 1997–98   | Arsenal            | Croydon                 | 0–0 (4–2 pen.)     | Estadio Underhill, Chipping Barnet |
| 1998–99   | Arsenal            | Everton                 | 3–1                | Prenton Park, Birkenhead           |
| 1999-2000 | Arsenal            | Croydon                 | 4-1                | Estadio Underhill, Chipping Barnet |
| 2000-01   | Arsenal            | Rovers Tranmere         | 3-0                | Deva Stadium, Chester              |
| 2001-02   | Fulham             | Birmingham City         | 7–1                | Adams Park, Wycombe                |
| 2002-03   | Fulham             | Arsenal                 | 1–1 T.E (3–2 pen.) | County Ground, Swindon             |
| 2003-04   | Charlton Atlético  | Fulham                  | 1-0                | Estadio Underhill, Chipping Barnet |
| 2004-05   | Arsenal            | Charlton Atlético       | 3-0                | Griffin Park, Brentford            |
| 2005-06   | Charlton Atlético  | Arsenal                 | 2-1                | Adams Park, Wycombe                |
| 2006-07   | Arsenal            | Leeds United            | 1-0                | Glanford Park, Scunthorpe          |
| 2007-08   | Everton            | Arsenal                 | 1-0                | Brisbane Road, Leyton              |
| 2008-09   | Arsenal            | Doncaster Rovers Belles | 5-0                | Glanford Park, Scunthorpe          |
| 2009–10   | Leeds Carnegie     | Everton                 | 3–1                | Spotland, Rochdale                 |

Competición de copa de nivel 2 y 3:
| Estación | Ganador     | Subcampeón        | Resultado          | Evento                         |
| -------- | ----------- | ----------------- | ------------------ | ------------------------------ |
| 2010–11  | Barnet      | Nottingham Forest | 0-0 T.E (4-3 pen.) | Adams Park, Wycombe            |
| 2011-12  | Sunderland  | Leeds United      | 2-1                | Sixfields Stadium, Northampton |
| 2012-13  | Aston Villa | Leeds United      | 0–0 T.E (5–4 pen.) | Bootham Crescent, York         |

Competición de copa de nivel 3 y 4 (Copa de la Premier League femenina, rebautizada como Copa de la Liga Nacional en 2018-19):
| Estación | Ganador                                                            | Subcampeón                                                         | Resultado                                                          | Evento                                                             |
| -------- | ------------------------------------------------------------------ | ------------------------------------------------------------------ | ------------------------------------------------------------------ | ------------------------------------------------------------------ |
| 2013-14  | Sheffield                                                          | Cardiff City                                                       | 6-2                                                                | Pirelli Stadium, Burton upon Trent                                 |
| 2014-15  | Charlton Atlético                                                  | Sheffield                                                          | 0–0 T.E (4–2 pen.)                                                 | Liberty Way, Nuneaton                                              |
| 2015-16  | Tottenham Hotspur                                                  | Cardiff City                                                       | 2-1 T.E                                                            | Aggborough, Kidderminster                                          |
| 2016-17  | Tottenham Hotspur                                                  | Charlton Atlético                                                  | 0-0 T.E (4-3 pen.)                                                 | Lamex Stadium, Stevenage                                           |
| 2017-18  | Blackburn Rovers                                                   | Leicester City                                                     | 3–1                                                                | Proact Stadium, Chesterfield                                       |
| 2018-19  | Blackburn Rovers                                                   | Avispas Crawley                                                    | 3-0                                                                | Pirelli Stadium, Burton upon Trent                                 |
| 2019-20  | Stoke City – Sunderland cancelado debido a la pandemia de COVID-19 | Stoke City – Sunderland cancelado debido a la pandemia de COVID-19 | Stoke City – Sunderland cancelado debido a la pandemia de COVID-19 | Stoke City – Sunderland cancelado debido a la pandemia de COVID-19 |
| 2020-21  | Competición cancelada debido a la pandemia de COVID-19             | Competición cancelada debido a la pandemia de COVID-19             | Competición cancelada debido a la pandemia de COVID-19             | Competición cancelada debido a la pandemia de COVID-19             |
| 2021-22  | Southampton                                                        | Huddersfield Town                                                  | 3-0                                                                | Damson Park, Solihull                                              |
| 2022-23  | Nottingham Forest                                                  | Watford                                                            | 3-2 T.E                                                            | Pirelli Stadium, Burton upon Trent                                 |
| 2023-24  | Hashtag United                                                     | Newcastle United                                                   | 2–1                                                                | Kenilworth Road, Luton                                             |

## Actuación por club
| Club                                      | Ganadores | Subcampeones | Años ganadores                                                                           |
| ----------------------------------------- | --------- | ------------ | ---------------------------------------------------------------------------------------- |
| Arsenal                                   | 10        | 3            | 1991–92, 1992–93, 1993–94, 1997–98, 1998–99, 1999–00, 2000–01, 2004–05, 2006–07, 2008–09 |
| Croydon/Charlton Athletic                 | 3         | 3            | 2003–04, 2005–06, 2014–15                                                                |
| Fulham                                    | 2         | 1            | 2001–02, 2002–03                                                                         |
| Wembley/Barnet                            | 2         | -            | 1995–96, 2010–11                                                                         |
| Blackburn Rovers                          | 2         | -            | 2017–18, 2018–19                                                                         |
| Tottenham Hotspur                         | 2         | -            | 2015–16, 2016–17                                                                         |
| Leeds United                              | 1         | 3            | 2009-2010                                                                                |
| Everton                                   | 1         | 2            | 2007-08                                                                                  |
| Millwall Lionesses                        | 1         | 1            | 1996–97                                                                                  |
| Villa Aztecs/Aston Villa                  | 1         | 1            | 2012-13                                                                                  |
| Sheffield                                 | 1         | 1            | 2013-14                                                                                  |
| Nottingham Forest                         | 1         | 1            | 2022-23                                                                                  |
| Wimbledon                                 | 1         | -            | 1994–95                                                                                  |
| Sunderland                                | 1         | -            | 2011-12                                                                                  |
| Southampton                               | 1         | -            | 2021-22                                                                                  |
| Hashtag United                            | 1         | -            | 2023-24                                                                                  |
| Belles Doncaster/ Doncaster Rovers Belles | -         | 3            |                                                                                          |
| Cardiff City                              | -         | 2            |                                                                                          |
| Knowsley United                           | -         | 1            |                                                                                          |
| Birmingham City                           | -         | 1            |                                                                                          |
| Tranmere Rovers                           | -         | 1            |                                                                                          |
| Leicester City                            | -         | 1            |                                                                                          |
| Crawley Wasps                             | -         | 1            |                                                                                          |
| Huddersfield Town                         | -         | 1            |                                                                                          |
| Watford                                   | -         | 1            |                                                                                          |
| Newcastle United                          | -         | 1            |                                                                                          |